# Anomis derogata
Anomis derogata är en fjärilsart som beskrevs av Walker 1857. Anomis derogata ingår i släktet Anomis och familjen nattflyn. Inga underarter finns listade i Catalogue of Life.